# Trigomphus citimus
Trigomphus citimus är en trollsländeart. Trigomphus citimus ingår i släktet Trigomphus och familjen flodtrollsländor. IUCN kategoriserar arten globalt som livskraftig.

## Underarter
Arten delas in i följande underarter:
- T. c. citimus
- T. c. tabei